# Batalla de Catanzaro (1297)
La batalla de Catanzaro fue una de las batallas de la guerra de las vísperas sicilianas.

## Antecedentes
La muerte de Alfonso el Franco en 1291 dio origen, cuatro años más tarde, a un nuevo gran conflicto entre la corona de Aragón y el reino de Sicilia, pues Jaime II el Justo fue proclamado conde rey de la Corona de Aragón y delegó el reino de Sicilia en su hermano menor, Federico II de Sicilia.
La paz de Anagni se firmó en 1295, y en ella Jaime el Justo cedía el Reino de Sicilia a los Estados Pontificios, y recibía del papa en compensación 12 000 libras tornesas y probablemente la promesa de infeudación de Córcega y Cerdeña. La boda de Jaime el Justo con Blanca de Nápoles, hija de Carlos II de Anjou, y el regreso de los tres hijos que Carlos II de Anjou había tenido que dejar como rehenes en Cataluña a cambio de su libertad en 1288 alteraron radicalmente la situación, pues los sicilianos se consideraron desligados de la fidelidad debida a Jaime II de Mallorca. En el mismo documento, Carlos de Valois renunciaba a la Corona de Aragón, y Jaime II devolvía Baleares a Jaime II de Mallorca, al que habían sido confiscadas por Alfonso el Franco.
Federico II de Sicilia contó con el apoyo de muchos dignatarios catalanes de Sicilia, y fue investido por el parlamento siciliano el 11 de diciembre de 1295 y coronado rey de Sicilia el 25 de mayo de 1296, nombrando el cargo de virrey y de capitán general de Sicilia a Guillem Galceran de Cartellà y capitán general de Calabria a Blasco de Alagón el Viejo, e iniciando una ofensiva en Calabria.
Tras conquistar Squillace, durante el sitio de Catanzaro, Roger de Flor pactó con los sitiados y las villas vecinas una tregua de 40 días; y si no recibían refuerzos angevinos, se rendirían. La tregua se rompió por el asalto a Crotona. Federico II se dirigió e hizo retornar lo tomado, liberando prisioneros angevinos de las galeras para compensar los muertos, pero distanció al rey y al almirante.
Los angevinos también fueron vencidos en la batalla de Le Castella cuando la escuadra de Roger de Lauria se dirigía a socorrer Rocca Imperiale, pero Lauria fue despojado de sus castillos sicilianos e intentó un levantamiento contra Federico II en Calabria.

## El sitio
En ausencia de Blasco de Alagón el Viejo los aldeanos de Catanzaro, con la ayuda de Roger de Lauria y Pedro Russo, sitiaron el castillo en nombre de Carlos II de Anjou. La guarnición decidió rendirse si en treinta días Federico II de Sicilia no les enviaba socorro. Un día antes del fin del plazo, Blasco de Alagón llegó con solo doscientos soldados y unos pocos almogávares.
Roger de Lauria, herido en un brazo, fue retirado de la batalla por un soldado que lo llevó a caballo al castillo de Badolato. La experiencia de los sicilianos pesó sobre la superioridad numérica de los napolitanos, que al ver caer a su líder, pensando que estaba muerto, huyeron de la batalla.

## Consecuencias
Roger de Lauria se retiró a la corte de Jaime el Justo.

### Citas
1. ↑  «Crònica de Ramon Muntaner» (en catalán). Consultado el 24 de febrero de 2014. «Viquitexts».
2. 1 2  Quintana, M.J. (1996). «Roger de Lauria. Personajes de Aragón. General victorioso de la Escuadra Aragonesa en el Mediterráneo». Personajes de Aragón. Consultado el 24 de febrero de 2014.
3. ↑  Canal, Josep (1998). «Guillem Galceran de Cartellà (1230-1306). El comte "desperta ferro"». Remences.com (en catalán). Archivado desde el original el 24 de septiembre de 2015. Consultado el 24 de febrero de 2014.